# 26 أبريل
- السبت
- الأحد
- الاثنين
- الثلاثاء
- الأربعاء
- الخميس
- الجمعة

- 2929 رمضان 1446  هـ
- 301 شوال 1446  هـ
- 312 شوال 1446  هـ
- 13 شوال 1446  هـ
- 24 شوال 1446  هـ
- 35 شوال 1446  هـ
- 46 شوال 1446  هـ
- 57 شوال 1446  هـ
- 68 شوال 1446  هـ
- 79 شوال 1446  هـ
- 810 شوال 1446  هـ
- 911 شوال 1446  هـ
- 1012 شوال 1446  هـ
- 1113 شوال 1446  هـ
- 1214 شوال 1446  هـ
- 1315 شوال 1446  هـ
- 1416 شوال 1446  هـ
- 1517 شوال 1446  هـ
- 1618 شوال 1446  هـ
- 1719 شوال 1446  هـ
- 1820 شوال 1446  هـ
- 1921 شوال 1446  هـ
- 2022 شوال 1446  هـ
- 2123 شوال 1446  هـ
- 2224 شوال 1446  هـ
- 2325 شوال 1446  هـ
- 2426 شوال 1446  هـ
- 2527 شوال 1446  هـ
- 2628 شوال 1446  هـ
- 2729 شوال 1446  هـ
- 2830 شوال 1446  هـ
- 291 ذو القعدة 1446  هـ
- 302 ذو القعدة 1446  هـ
- 13 ذو القعدة 1446  هـ
- 24 ذو القعدة 1446  هـ

26 أبريل أو 26 نيسان أو يوم 26 \ 4 (اليوم السادس والعشرون من الشهر الرابع) هو اليوم السادس عشر بعد المئة (116) من السنوات البسيطة، أو اليوم السابع عشر بعد المئة (117) من السنوات الكبيسة وفقًا للتقويم الميلادي الغربي (الغريغوري). يبقى بعده 249 يوما لانتهاء السنة.

## أحداث
- 750 - جيش العباسيين يدخل دمشق عاصمة الدولة الأموية، بعد 3 أشهر من انتصار العباسيين على الخليفة مروان بن محمد في موقعة الزاب، انتهت في هذا اليوم الحقبة الأموية التي استمرت 90 عاماً. قام العباسيون لاحقاً بنقل عاصمة الدولة الإسلامية من دمشق إلى الكوفة ثم بغداد.
- 1796 - زلزال يدمر أجزاء كبيرة من مدينة اللاذقية، ويؤدي إلى مقتل 1500 إلى 2000 من أصل 5000 نسمة.
- 1805 - قوات مشاة البحرية الأمريكية بقيادة الملازم أول «بريسلي أوبانون» تحتل مدينة درنة بليبيا في حربها ضد والي طرابلس يوسف باشا القره مانلي.
- 1828 - الإمبراطورية الروسية تعلن الحرب على الدولة العثمانية وتتمكن من إخراجهم من السواحل الشرقية للبحر الأسود، وتحتل رومانيا التي كانت تابعة للعثمانيين.
- 1860 - التوقيع على معاهدة واد راس بين المغرب وإسبانيا.
- 1865 -
  - قوات الفرسان الاتحادية تلقي القبض على جون ويلكس بوث قاتل الرئيس أبراهام لينكون بحظيرة في فيرجينيا.
  - الجنرال جوزيف جونستون التابع لقوات الاتحاد يستسلم بجيشه إلى الجنرال ويليام شيرمان في منطقة «بينيت» قرب «دورهام» في كارولاينا الشمالية وذلك أثناء الحرب الأهلية الأمريكية.
- 1909 - جمعية الاتحاد والترقي التركية تعزل السلطان عبد الحميد الثاني وتنصب أخوه محمد رشاد سلطانًا مكانه.
- 1926 - المندوب السامي الفرنسي هنري دو جوفنيل يعين أحمد نامي رئيساً للدولة والحكومة في سوريا.
- 1933 - تأسيس البوليس السري الألماني (غيستابو).
- 1935 - استقالة الإمام محمد الأحمدي الظواهري من مشيخة الجامع الأزهر.
- 1938 - الفاشيون الإسبان يقصفون بلدة غيرنايكا بقنابل تزن 200 كجم ويبيدونها، قاد القصف الجنرال دافيلا بمساعدة سلاح الجو النازي الألماني.
- 1942 - انفجار بمنجم فحم في «هونكيكو منشوريا» يودي بحياة 549 من عمال المناجم في أسوأ حادث في تاريخ التعدين.
- 1945 - وقوع «معركة بوتسن»، وهي آخر هجوم ناجح للدبابات الألمانية في الحرب العالمية الثانية.
- 1946 - مقتل 45 شخصًا في كارثة قطار نابرفيل [الإنجليزية].
- 1954 - بدأ «مؤتمر جنيف» سعيًا إلى إعادة السلام في الهند الصينية وكوريا.
- 1962 - انضمام الجمهورية العربية اليمنية لمنظمة الأمم المتحدة للتربية والتعليم والثقافة (يونسكو).
- 1963 - تغيير الدستور في ليبيا وتحولها من دولة فيدرالية تضم ثلاث ولايات تحت اسم المملكة الليبية المتحدة إلى دولة واحدة تحت اسم المملكة الليبية، والسماح للمرأة بالانتخاب.
- 1964 - تنجانيقا وزنجبار تتحدان لتكوين تنزانيا.
- 1984 - بدء حرب ناقلات النفط أثناء حرب الخليج الأولى بعد تدمير ناقلة النفط السعودية «سفينة العرب».
- 1986 - انفجار مفاعل تشرنوبل الأوكراني.
- 1994 - جنوب أفريقيا تنظم انتخابات رئاسية تشمل البيض والزنوج لأول مرة.
- 2005 - سوريا تسحب آخر جنودها من قواتها العسكرية العاملة في لبنان وذلك تحت الضغط الدولي، منهية بذلك 29 عامًا من الوجود العسكري السوري فيه.
- 2010 - مفوضية الانتخابات السودانية تعلن فوز الرئيس عمر البشير بولاية رئاسية جديدة بعد حصولة على ما نسبته 68% من أصوات الناخبين، كما أعلنت عن فوز زعيم الحركة الشعبية لتحرير السودان سيلفا كير برئاسة حكومة جنوب السودان بعد حصوله على ما نسبته 92.99% من الأصوات.
- 2015 -
  - انتخاب مصطفى أقينجي رئيسًا لِقبرص الشماليَّة.
  - سقوط عشرات القتلى واختطاف عشرات آخرين من سكان قرية اشتبرق في ناحية جسر الشغور في محافظة إدلب بعد سقوطها في أيدي قوات المعارضة السورية من تحالف جيش الفتح. أعلنت وزارة الخارجية السورية بعد يومين عن وقوع مجزرة في القرية راح ضحيتها حوالي مئتين من السكان واتهمت جبهة النصرة بالمسؤولية عنها.
- 2016 - احتراق وتدمير كل محتويات المتحف الوطني للتاريخ الطبيعي في نيودلهي.
- 2021 - فوز فيلم نومادلاند بجائزة أفضل فيلم وأنتوني هوبكنز أفضل ممثل وفرانسيس مكدورماند أفضل ممثلة، ضمن حفل توزيع جوائز الأوسكار الثالث والتسعين.
- 2025 - مقتل 70 شخصًا وإصابة أكثر من 800 آخرين في انفجار بميناء الشهيد رجائي بإيران.

## مواليد
- 121 - ماركوس أوريليوس، إمبراطور روماني.
- 1624 - محمد بن الحسن الحر العاملي، عالم وفقيه ومرجع ومُحدِّث شيعي.
- 1711 - ديفيد هيوم، فيلسوف ومؤرخ اسكتلندي.
- 1785 - جون جيمس أودوبون، عالم طيور ورسام فرنسي.
- 1798 - أوجين ديلاكروا، رسام فرنسي.
- 1879 - أوين ريتشاردسون، عالم فيزياء بريطاني حاصل على جائزة نوبل في الفيزياء عام 1928.
- 1888 - محمود فهمى النقراشى باشا رئيس وزراء مصر
- 1894 - رودلف هس، مسؤول نازي.
- 1898 - بيثنتي أليكساندري، أديب إسباني حاصل على جائزة نوبل في الآداب عام 1977.
- 1932 -
  - مايكل سميث، عالم كيمياء كندي من أصل بريطاني حاصل على جائزة نوبل في الكيمياء عام 1993.
  - إحسان القلعاوي، ممثلة مصرية.
  - فرانسيس لاي، ملحن وعازف أكورديون فرنسي.
- 1933 - آرنو بينزياس، عالم فيزياء أمريكي حاصل على جائزة نوبل في الفيزياء عام 1978.
- 1942 - أبريل غلاسبي، دبلوماسية أمريكية.
- 1953 - فيفي عبده، ممثلة وراقصة شرقية مصرية.
- 1958 - هالة فؤاد، ممثلة مصرية.
- 1963 - جت لي، ممثل صيني.
- 1965 -
  - لوسيليو باتيستا، حكم كرة قدم برتغالي.
  - كيفن جيمس، ممثل أمريكي.
- 1970 -
  - ميلانيا ترامب، عارضة أزياء سلوفينية وزوجة الرئيس الأمريكي دونالد ترامب والسيدة الأولى في الولايات المتحدة.
  - سلافة عويشق، ممثلة سورية.
- 1971 - عبير صبري، ممثلة مصرية.
- 1976 - سلافة معمار، ممثلة سورية.
- 1977 - ماغي مطران، ممثلة لبنانية.
- 1980 -
  - هشام ماجد، ممثل وكاتب مصري.
  - جوردانا بروستر، ممثلة أمريكية.
  - مارلون كينج، لاعب كرة قدم جمايكي.
  - تشانينج تيتوم، ممثل أمريكي.
- 1981 - ماثيو ديلبيير، لاعب كرة قدم فرنسي.
- 1985 - جون إيسنر، لاعب كرة قدم أمريكي.
- 1987 - خورخي اندوخار مورينو، لاعب كرة قدم إسباني.
- 1989 - دايسونغ، مغني وكاتب أغاني وممثل كوري.
- 1990 - جوناتان دوس سانتوس، لاعب كرة قدم مكسيكي.

## وفيات
- 1478 - جوليانو دي ميديشي، سياسي إيطالي.
- 1879 - إدوار ليون سكوت دو مارتنفيل، مخترع وكاتب فرنسي.
- 1910 - بيورنستيرن بيورنسون، كاتب نرويجي حاصل على جائزة نوبل في الأدب عام 1903.
- 1920 - سرينفاسا أينجار رامانجن، عالم رياضيات هندي.
- 1938 - إدموند هوسرل، فيلسوف ألماني.
- 1940 - كارل بوش، عالم كيمياء ألماني حاصل على جائزة نوبل في الكيمياء عام 1931.
- 1951 – أرنولد سومرفيلد، عالم فيزياء وأستاذ ألماني.
- 1989 – لوسيل بال، ممثلة ومنتجة أمريكية.
- 1994 - الملكة زين الشرف، زوجة الملك طلال ملك الأردن.
- 2004 - محمد بلتاجي حسن، كاتب مصري.
- 2005 - أوغستو روا باستوس، صحفي وكاتب أكاديمي من باراغواي
- 2009 - هانز هولزر ، مؤلف وباحث أمريكي.
- 2010 - فرد هاليداي، كاتب أيرلندي.
- 2013 - جورج جونز، مغني وكاتب أغاني وعازف جيتار أمريكي.
- 2016 - سعد بن جدلان، شاعر و أديب سعودي.
- 2019 - عبد اللطيف عربيات، رئيس أسبق لمجلس النواب الأردني وأمين عام أسبق لحزب جبهة العمل الإسلامي.

## أعياد ومناسبات
- اليوم العالمي للملكية الفكرية.
- عيد الاتحاد في تنزانيا.
- يوم إحياء ذكرى مأساة تشيرنوبيل في روسيا البيضاء.

## وصلات خارجية
- وكالة الأنباء القطريَّة: حدث في مثل هذا اليوم.
- النيويورك تايمز: حدث في مثل هذا اليوم.
- BBC: حدث في مثل هذا اليوم.